# Pilota d'Or 1999
L'edició de 1999 de la Pilota d'Or, 44a edició del premi futbolític creat per la revista francesa France Football, va ser guanyada pel brasiler Rivaldo, jugador del Futbol Club Barcelona.
El jurat estava format per 51 periodistes especialitzats, de cadascuna de les següents associacions membres de la UEFA: Albània, Alemanya, Andorra, Anglaterra, Armènia, Àustria, l'Azerbaidjan, Bèlgica, Belarús, Bòsnia i Hercegovina, Bulgària, Croàcia, Dinamarca, Escòcia, Eslovàquia, Eslovènia, Espanya, Estònia, Finlàndia, França, Gal·les, Geòrgia, Grècia, Hongria. Irlanda, Irlanda del Nord, Islàndia, Illes Fèroe, Israel, Itàlia, Iugoslàvia, Letònia, Liechtenstein, Lituània, Luxemburg, Macedònia, Malta, Moldàvia, Noruega, Països Baixos, Polònia, Portugal, República Txeca, Romania, Rússia, San Marino, Suècia, Suïssa, Turquia, Ucraïna i Xipre.
El resultat de la votació va ser publicat al número 2.802 de France Football, el 21 de desembre de 1999.

## Sistema de votació
Cadascun dels membres del jurat elegí els que, a judici seu, eren els cinc millors futbolistes europeus. El jugador escollit en primer lloc rebia cinc punts, l'elegit en segon lloc en rebia quatre, i així successivament.
D'aquesta manera es repartiren 765 punts, sent 255 el màxim nombre de punts que podia obtenir cada jugador (en cas que cadascun dels 51 membres del jurat li assignés 5 punts).

## Qualificació final
| Classificació | Jugador              | Equip                                            | Vots | Vots | Vots | Vots | Vots | Vots  | Punts |
| Classificació | Jugador              | Equip                                            | 1r   | 2n   | 3r   | 4t   | 5è   | Total | Punts |
| ------------- | -------------------- | ------------------------------------------------ | ---- | ---- | ---- | ---- | ---- | ----- | ----- |
| 1r            | Rivaldo              | FC Barcelona                                     | 31   | 14   | 2    | 1    |      | 48    | 219   |
| 2n            | David Beckham        | Manchester United F.C.                           | 14   | 12   | 8    | 5    | 2    | 41    | 154   |
| 3r            | Andrí Xevtxenko      | Dynamo Kiev / AC Milan                           |      | 7    | 6    | 4    | 10   | 27    | 64    |
| 4t            | Gabriel Batistuta    | Fiorentina                                       |      | 4    | 6    | 4    | 6    | 20    | 48    |
| 5è            | Luís Figo            | FC Barcelona                                     | 1    | 4    | 2    | 4    | 3    | 14    | 38    |
| 6è            | Roy Keane            | Manchester United F.C.                           | 1    | 3    | 5    | 1    | 2    | 12    | 36    |
| 7è            | Christian Vieri      | SS Lazio / FC Internazionale Milano              |      | 1    | 7    | 4    |      | 12    | 33    |
| 8è            | Juan Sebastián Verón | Parma FC/ SS Lazio                               |      | 1    | 2    | 10   |      | 13    | 30    |
| 9è            | Raúl                 | Reial Madrid CF                                  |      | 1    | 3    | 5    | 4    | 13    | 27    |
| 10è           | Lothar Matthäus      | FC Bayern de Múnic                               |      | 1    | 1    | 2    | 5    | 9     | 16    |
| 11è           | Dwight Yorke         | Manchester United F.C.                           | 1    |      |      | 4    | 1    | 6     | 14    |
| 12è           | Jaap Stam            | Manchester United F.C.                           | 1    |      | 2    |      | 2    | 5     | 13    |
| 13è           | Siniša Mihajlović    | SS Lazio                                         |      | 1    | 2    | 1    |      | 4     | 12    |
| 14è           | Zlatko Zahovic       | FC Porto / Olympiakos FC                         | 1    |      |      | 2    |      | 3     | 9     |
| 15è           | Pavel Nedvěd         | SS Lazio                                         | 1    |      |      | 1    | 1    | 3     | 8     |
| 16è           | Mário Jardel         | FC Porto                                         |      | 1    |      |      | 3    | 4     | 7     |
| 17è           | Peter Schmeichel     | Manchester United F.C./ Sporting Lisboa          |      |      | 1    |      | 3    | 4     | 6     |
| 18è           | Stefan Effenberg     | FC Bayern de Múnic                               |      | 1    |      |      | 1    | 2     | 5     |
| 19è           | Oliver Bierhoff      | AC Milan                                         |      |      | 1    |      | 1    | 2     | 4     |
|               | Zinédine Zidane      | Juventus FC                                      |      |      | 1    |      | 1    | 2     | 4     |
| 21è           | Mario Basler         | FC Bayern de Múnic / 1. FC Kaiserslautern        |      |      | 1    |      |      | 1     | 3     |
|               | Ryan Giggs           | Manchester United F.C.                           |      |      | 1    |      |      | 1     | 3     |
| 23è           | Hernán Crespo        | Parma FC                                         |      |      |      | 1    |      | 1     | 2     |
|               | Nwankwo Kanu         | FC Internazionale Milano / Arsenal Football Club |      |      |      | 1    |      | 1     | 2     |
|               | Ronaldo              | FC Internazionale Milano                         |      |      |      | 1    |      | 1     | 2     |
| 26è           | Andy Cole            | Manchester United F.C.                           |      |      |      |      | 1    | 1     | 1     |
|               | Edgar Davids         | Juventus FC                                      |      |      |      |      | 1    | 1     | 1     |
|               | David Ginola         | Tottenham Hotspur F.C.                           |      |      |      |      | 1    | 1     | 1     |
|               | Claudio López        | València CF                                      |      |      |      |      | 1    | 1     | 1     |
|               | Roberto Carlos       | Reial Madrid CF                                  |      |      |      |      | 1    | 1     | 1     |
|               | Marcelo Salas        | SS Lazio                                         |      |      |      |      | 1    | 1     | 1     |

Els dinou jugadors que no van rebre cap punt van ser els següents:
| Jugador             | Equip                                            |
| ------------------- | ------------------------------------------------ |
| Fabien Barthez      | AS Monaco                                        |
| Dennis Bergkamp     | Arsenal FC                                       |
| Laurent Blanc       | Olympique de Marsella / FC Internazionale Milano |
| Gianluigi Buffon    | Parma FC                                         |
| Frank de Boer       | FC Barcelona                                     |
| Marcel Desailly     | Chelsea FC                                       |
| Giovane Élber       | FC Bayern de Múnic                               |
| Josep Guardiola     | FC Barcelona                                     |
| Filippo Inzaghi     | Juventus FC                                      |
| Patrick Kluivert    | FC Barcelona                                     |
| Paolo Maldini       | AC Milan                                         |
| Fernando Morientes  | Reial Madrid CF                                  |
| Hidetoshi Nakata    | Perugia Calcio                                   |
| Emmanuel Petit      | Arsenal FC                                       |
| Gustavo Poyet       | Chelsea FC                                       |
| Oleksandr Xovkovski | Dynamo Kiev                                      |
| Lilian Thuram       | Parma FC                                         |
| Sylvain Wiltord     | FC Girondins de Bordeus                          |
| Gianfranco Zola     | Chelsea FC                                       |